# Cmentarz świętego Jana Chrzciciela w Rio de Janeiro
Cmentarz świętego Jana Chrzciciela (port. Cemitério São João Batista)- cmentarz znajdujący się w Rio de Janeiro. Został otwarty 4 grudnia 1852 roku i tego samego dnia pochowano na nim pierwszą osobę – czteroletnią Rosaurę. W 1855 na cmentarzu spoczywało już 412 osób. Wśród pochowanych są m.in. Floriano Peixoto – prezydent Brazylii, Marcelo Caetano – premier Portugalii odsunięty w 1974 przez rewolucję goździków oraz pisarz Machado de Assis.